# Rush (Irlande)
Pour les articles homonymes, voir Rush.
Rush (Ros Eó en irlandais) est une ville côtière du comté de Fingal en république d'Irlande.
Elle est située entre les centres urbains de Donabate et Skerries.
Son nom signifie « péninsule des ifs ».
La ville était renommée pour être le cœur d'une région de maraîchage dans la province de Leinster, et une grande partie de la population était employée dans l'agriculture. De nos jours, l'agriculture et l'horticulture ont disparu avec l'extension de Rush et son intégration dans la banlieue de Dublin.
La ville de Rush compte 9 231 habitants.

## Jumelages
- San Mauro Castelverde (Italie)
- Gourin (France)